# بارناباس توث
بارناباس توث (بالمجرية: Tóth Barnabás)‏ هو لاعب كرة قدم مجري في مركز الوسط، ولد في 28 يوليو 1994 في بودابست في المجر. لعب مع نادي ديوسجوري.

## وصلات خارجية
- بارناباس توث على موقع اتحاد المجر (الهنغارية)
- بارناباس توث على موقع قاعدة بيانات كرة القدم.إي يو (الإنجليزية)
- بارناباس توث على موقع Soccerway.com (الإنجليزية)